# Таран самолётом Ан-2 дома в Новосибирске
Таран жилого дома самолётом Ан-2 в Новосибирске — авиационная катастрофа, произошедшая 26 сентября 1976 года в Новосибирске в результате преднамеренного столкновения самолёта Ан-2 с пятиэтажным жилым домом.

## Самолёт
Ан-2П с заводским номером 116347312 и серийным 163-12 был выпущен Киевским авиационным заводом 30 июня 1961 года и 6 июля передан Министерству гражданской авиации, которое присвоило воздушному судну бортовой номер СССР-79868 и направило его в 116-й лётный отряд. Налетал в общей сложности 14812 часов, в среднем за месяц — 81. Относился к пассажирскому варианту (оснащённый мягкими креслами салон).

## Ход событий
Ранним утром 26 сентября 1976 года пилот Западно-Сибирского Управления гражданской авиации Владимир Серков (род. 25 июля 1953 года) произвёл самовольный взлёт на самолёте Ан-2 (регистрационный номер СССР-79868) без пассажиров с одной из рулёжных дорожек аэропорта «Новосибирск-Северный». Некоторое время покружив над городом на предельно малой высоте, в 8 часов 20 минут утра пилот направил свой самолёт на пятиэтажный жилой дом, находящийся по адресу улица Степная, 43/1 (Ленинский район).
В результате самолёт столкнулся с фасадом дома между третьим и четвёртым этажами в районе лестничной клетки, пробив в стене дыру около двух метров в диаметре. Сам лётчик при столкновении погиб. Хотя бо́льшая часть конструкции самолёта после столкновения осталась вне здания и упала на землю, в доме возник пожар ввиду того, что авиационный бензин выплеснулся внутрь здания и загорелся.

## Погибшие
- КВС — Серков Владимир Фёдорович, 1953 г. р.

Погибшие жильцы дома № 43/1:
- Дегтярёва Галина Макаровна, 1951 г. р.
- Тяпкин Александр Владимирович, 1972 г. р.
- Тяпкин Олег Владимирович, 1970 г. р.
- Мать Олега и Александра Тяпкиных умерла от сердечного приступа через неделю после гибели детей.
- Пушенко Егор, 1972 г. р. (скончался от тяжёлых ран спустя неделю).
- Мать Егора Маргарита Пушенко умерла чуть позже и не вошла в официальный перечень погибших при таране дома.

## Причины
В подвергшемся атаке «камикадзе» доме проживали родители жены пилота, к которым она вернулась вместе с ребёнком после того, как решила расстаться с мужем. Владимир Серков страдал от психологических проблем и семейных скандалов. По-видимому, лётчик решил свести счёты с жизнью после письма о разводе и после того как он заметил свою жену с другим мужчиной. Он хотел заодно отомстить своей супруге. Однако никого из членов её семьи в момент тарана в доме не оказалось.